# Matilde do Palatinado
Matilde do Palatinado (em alemão:  Mechthild; Heidelberg, 7 de março de 1419 — Heidelberg, 22 de agosto de 1482) foi uma condessa do Palatinado por nascimento. Ela foi condessa de Württemberg pelo seu primeiro casamento com Luís I de Württemberg-Urach, além de arquiduquesa da Áustria pelo seu segundo casamento com Alberto VI da Áustria. Também era conhecida como uma grande benfeitora das artes e da literatura.

## Família
Matilde foi a filha primogênita de Luís III, Eleitor Palatino e de Matilde de Saboia. Os seus avós paternos eram o rei Roberto da Germânia e Isabel de Nuremberga. Os seus avós maternos eram o príncipe Amadeu de Saboia-Acaia e Catarina de Genebra.

## Biografia
Aos 15 anos, Matilde casou-se com o conde Luís I, de 22 anos, no dia 21 de outubro de 1434, em Estugarda. Ele era filho do conde Everardo IV de Württemberg e da condessa Henriqueta de Montbéliard.
O casal teve cinco filhos, três meninos e duas meninas. Luís faleceu em 24 de setembro de 1450, quando a condessa tinha 31 anos de idade.
Quase dois anos depois, Matilda casou-se com o arquiduque Alberto VI, de 33 anos, no mês de agosto de 1452, na cidade de Böblingen. Alberto era filho de Ernesto, Duque da Áustria e de sua segunda esposa, Cimburga da Mazóvia. Contudo, eles não tiveram filhos.

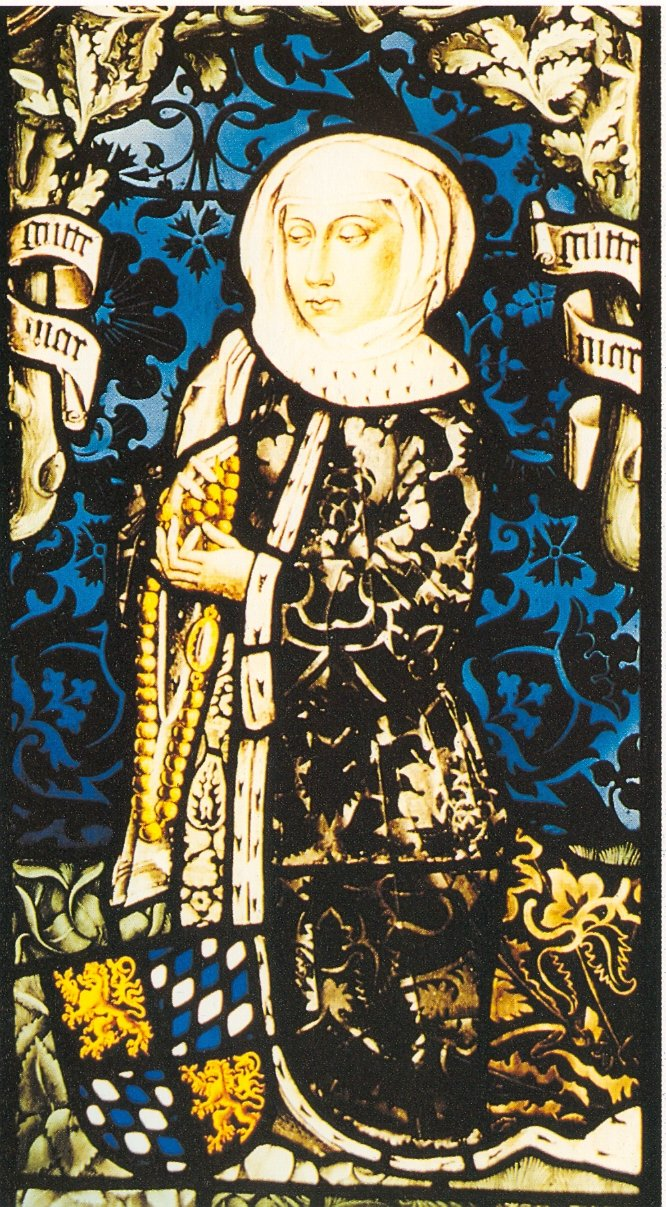
Matilde em um vitral da Igreja Colegiada de São Jorge, em Tubinga.

Após ficar viúva novamente, em 3 de dezembro de 1463, Matilde se retirou para a corte de Rotemburgo em Neckar, no principado em Hohenberg, onde passou a residir e tornou-se uma grande patrona da arte e da literatura. O autor Niklas van Wyle, quem conheceu em 1460 ou 1461 e por ele foi descrita como "uma admiradora de todas as artes", dedicou-lhe quatro traduções de obras humanistas.  Outros benfeitores de Wyle foram o seu filho, Everardo I, e a nora de Matilde, Margarida de Saboia.
A culta Matilde e a princesa Leonor da Escócia, uma tradutora e esposa do arquiduque Sigismundo da Áustria, mantinham contato.
Uma bibliófilia, Matilde enviou uma lista de 94 livros a Jakob Püterich von Reichertshausen. Ele escreveu um poema para a nobre intitulado Carta de Honra, onde lista todos os livros que ambos colecionavam em suas bibliotecas particulares, notando que jamais havia ouvido falar de 23 dos livros listados.
Enea Silvio Piccolomini dedicou a condessa o livro Euralius and Lucretia.
Conhecida também como uma mulher piedosa, ela ajudou a fundar a Universidade de Friburgo, em 1460, e depois, a Universidade de Tubinga, em 1477, junto com seu filho, Everardo I.
A condessa faleceu no dia 22 de agosto de 1482, e foi enterrada na Cartuxa de Güterstein, próxima a cidade de Bad Urach, no atual estado alemão de Baden-Württemberg. Em 1554, seu corpo e o de seu primeiro marido foram transferidos para a Igreja Colegiada de São Jorge, na Tubinga.

## Descendência
- Matilde de Württemberg-Urach (1437/38 – 6 de junho de 1495), foi esposa do conde Luís II de Hesse, com quem teve três filhos;
- Luís II de Württemberg-Urach (3 de abril de 1439 – 3 de novembro de 1457), sucessor do pai. Não se casou e nem teve filhos;
- André de Württemberg-Urach (11 de maio de 1443 – 19 de maio de 1443);
- Everardo I de Württemberg (11 de dezembro de 1445 – 25 de fevereiro de 1496), sucessor do irmão. Foi casado com Bárbara Gonzaga, com quem teve uma filha;
- Isabel de Württemberg-Urach (4 de outubro de 1447 – 3 de junho de 1505), primeiro foi esposa do conde João II de Nassau-Sarbruque e depois foi casada com o conde Henrique de Stolberg e Wernigerode. Teve descendência.